# Hvězdné deníky
Hvězdné deníky (polsky Dzienniki gwiazdowe) je sbírka sci-fi povídek polského spisovatele Stanisława Lema, jejíž první vydání vyšlo v roce 1957.
Všechny texty pojednávají o kosmickém dobrodruhovi Ijonu Tichém. Nejenže oplývají jemným humorem, reagují také na soudobou civilizační problematiku, čímž nutí čtenáře k zamyšlení. Vyskytuje se zde i další fiktivní postava Lemovy tvorby - profesor Tarantoga.
Česky vyšla kniha v roce 1999 v nakladatelství Baronet.

## Obsah knihy
- Předmluva
- Úvod
- Sedmá cesta
- Osmá cesta
- Jedenáctá cesta
- Dvanáctá cesta
- Třináctá cesta
- Čtrnáctá cesta
- Osmnáctá cesta
- Dvacátá cesta
- Dvacátá první cesta
- Dvacátá druhá cesta
- Dvacátá třetí cesta
- Dvacátá čtvrtá cesta
- Dvacátá pátá cesta
- Dvacátá osmá cesta